# Michael Schenker Group
Michael Schenker Group (с англ. — «Группа Михаэля Шенкера»; сокращённо M.S.G.; в 1986—1992 годы группа называлась McAuley Schenker Group) — хард-рок группа, основанная бывшим соло-гитаристом групп Scorpions и UFO Михаэлем Шенкером. Стилистику группы можно определить как классический хард-рок с упором на мелодичность.
Михаэль известен как своеобразной манерой игры и приверженностью своей чёрно-белой «Gibson Flying V», так и непоседливым характером и способностью исчезать из команды в самый неподходящий момент. Уйдя из UFO в конце 1978-го, Шенкер попробовал играть с Биллом Черчем (бас) и Денни Кармасси (ударные), но эта компания пришлась ему не по вкусу, и вскоре он расстался с ними.

## История
Пригласив к сотрудничеству вокалиста Гэри Бардена, Михаэль сумел возвести M.S.G. в статус хедлайнеров[чего?].
В 1980-м под руководством известного по Deep Purple и Rainbow Роджера Гловера был записан дебютный альбом группы, названный The Michael Schenker Group, в сессиях которого также приняли участие Мо Фостер (бас), Саймон Филипс (ударные) и Дон Эйри (клавишные), которому за его музыкальную карьеру довелось сыграть со многими ведущими хард-рок и метал-группами. Однако в последующем мировом турне эту троицу сменили Крис Глен, Кози Пауэлл (приятель Дона Эйри) и Пол Рэймонд соответственно. Во время этих гастролей был записан концертник One Night at Budokan, выпущенный в Японии. В Европе спрос на эту пластинку оказался настолько велик, что, например, в Англии её цена доходила до 18 фунтов.
При записи очередной студийной работы Гэри Барден к удивлению фанов был бесцеремонно выгнан из рядов «M.S.G.». Вместо него на сессии Assault Attack был взят бывший вокалист Rainbow Грэм Боннет, где он выступал сразу и с Эйри, и с Пауэллом, и с Гловером. Этим перестановки не ограничились — за ударными теперь сидел Тед Маккена, а на клавиши нажимал Томми Эйр, уступивший после сессий место Энди Наю. На одном из концертов этого состава Боннет вышел на сцену пьяным и начал вытворять нечто непотребное, что привело в ярость Шенкера. Грэма тут же выставили за дверь, а в M.S.G. вернулся Гэри Барден.
Вскоре было решено пополнить состав группы вторым гитаристом, но ни Дерек Сент-Холмс, ни Джон Верити не продержались долго на этом месте. Зато на концертнике Rock Will Never Die погостили «скорпионы» — старший брат Михаэля Рудольф Шенкер и Клаус Майне. После этого Барден ушёл во второй раз, основав Statetrooper. Занявший его место Рэй Кеннеди не пробыл в M.S.G. и до конца года. В феврале 1984-го ушёл Крис Глен, создавший сольный проект, а вскоре из Michael Schenker Group ушли и Маккена с Наем.
Михаэль, оставшись в одиночестве, скооперировался с бывшим участником Grand Prix Робином МакОули, а группу переименовал в McAuley Schenker Group. Когда была реанимирована прежняя вывеска, M.S.G., в состав группы кроме Шенкера вошли Лейф Сандин (вокал), Барри Спаркс (бас) и Шэйн Гаалас (ударные). Правда, когда группа собралась на гастроли в Штаты, у Сандина возникли проблемы с визой, и его пришлось заменить американцем Дэвидом Ван Ландингом. А в последующем визите в Японию у M.S.G. было целых два вокалиста — Сандин и Ван Ландинг.
Неуживчивый Шенкер продолжал тасовать кадры, и ко времени записи The Unforgiven в команде присутствовали Келли Килинг (вокал), Сет Бернстейн (гитара) и Джон Ондер (бас). Но мало того, что Михаэль не давал покоя своим коллегам, он и сам последние годы начал основательно метаться между UFO и своим проектом, словно не зная чему отдать предпочтение. А ещё явно в насмешку над своей другой прежней группой он озаглавил диск 2001 года «Be Aware of Scorpions». В очередной раз Шенкер ушёл из UFO (как обычно в середине тура) в 2003 году, чтобы подготовить очередной диск Michael Schenker Group, Arachnophobiac.

## Состав

### Текущий состав
- Михаэль Шенкер – соло гитара (с 1979)
- Робин МакОули – ведущий вокал (1986 - 1993, с 2023)
- Стив Манн – клавишные, ритм-гитара (1986–1987, 1988–1991, с 2016)
- Бодо Шопф – ударные (1987–1990, с 2019)
- Баренд Курбуа – бас-гитара (с 2021)

## Дискография
- The Michael Schenker Group (1980)
- M.S.G. (1981)
- One Night at Budokan (1982)
- Assault Attack (1982)
- Built to Destroy (1983)
- Rock Will Never Die (1984)
- Perfect Timing (McAuley Schenker Group) (1987)
- Save Yourself (McAuley Schenker Group) (1989)
- Nightmare (maxi-cd) (1991)
- M.S.G. (McAuley Schenker Group) (1992)
- M.S.G. Unplugged (1993)
- Written in the Sand (1996)
- The Unforgiven (1999)
- The Unforgiven World Tour (1999)
- Be Aware of Scorpions (2001)
- Arachnophobiac (2003)
- Heavy Hitters (2005)
- Tales Of Rock'n'Roll (2006)
- In the Midst of Beauty (2008)
- The 30th Anniversary Concert - Live in Tokyo (2010)[3]
- By Invitation Only (2011)
- Walk the Stage: The Highlights (2013)
- Immortal (2021)[4]